# Chmielograb wirginijski
Chmielograb wirginijski (Ostrya virginiana (Mill) K. Koch) – gatunek roślin z rodziny brzozowatych, w stanie naturalnym występuje w południowo-wschodniej części Ameryki Północnej, czyli w Kanadzie i Stanach Zjednoczonych, a wyspowo także w Meksyku i Gwatemali.

## Morfologia
PokrójDrzewo wysokości 20 metrów, pień krótki, korona szeroka, kulista.
PieńKora szarobrązowa, na początku gładka, potem łuszczeje.
LiścieCiemnozielone z wierzchu, jaśniejsze pod spodem. Nieregularnie piłkowane, i delikatnie omszone. Długości 5-12 centymetrów.
KwiatyMęskie - żółtawe kotki. Żeńskie mniejsze i krótsze. Gatunek wiatropylny.
OwoceOrzechy w skrzydełkach zebrane po kilkanaście w owocostany.

## Zastosowanie
- Twarde, wytrzymałe drewno używane w produkcji narzędzi[6].